# Mónica Grey
Mónica Grey (Buenos Aires, 1941 - ibídem, 12 de enero de 2012) fue una actriz de cine, teatro y televisión argentina.

## Carrera
Fue una destaca actriz de reparto durante la época de oro del cine argentino, secundando a billantes figuras de la escena nacional como
Víctor Bó,
Carlos Estrada,
Narciso Ibáñez Menta,
José Marrone,
Maruja Montes,
Isabel Sarli,
Thelma Stefani y
Enzo Viena.
En la pantalla chica trabajó en un teleteatro inspirado en la vida del famoso modisto francés, Jacques Fath, junto con Perla Alvarado, Daniel Tedeschi, Ángel Lagarrigue y Nancy Rojo.
En Radio Porteña Lola Membrives, hizo unas audiciones junto al actor Rodolfo Salerno.

## Filmografía
- 1955: Vida nocturna
- 1955: Pobre pero honrado
- 1956: Oro bajo
- 1956: Procesado 1040
- 1958: Socios para la aventura
- 1959: La caída
- 1959: La calesita
- 1964: Mujeres perdidas
- 1964: La leona
- 1965: Santiago querido!
- 1969: La fiaca
- 1969: Desnuda en la arena
- 1971: Fuego
- 1972: Olga, la hija de aquella princesa rusa[5]
- 1974: Natasha
- 1974: Operación Guante Verde[6]

## Televisión
- 1961: Arsenio Lupin
- 1961/1971: Viendo a Biondi
- 1963: Copetín de tango (como invitada especial).
- 1967: Dr. Cándido Pérez, señoras
- 1971: Una luz en la ciudad
- 1973/1975: Teatro como en el teatro
- 1981: Stefanía
- 1981/1982: El ciclo de Guillermo Bredeston y Nora Cárpena
- 1981: Restaurant Concert
- 1985: El pulpo negro

## Teatro
- 1956: Cristóbal Colón en la Facultad de Medicina, estrenada en el Teatro Cómico con José Marrone, Juanita Martínez, Arturo Palitos, Elena Conte, Vicente Formi, Roberto Miguez Montana y Aldo Kaiser.